# 雄獅 (2011年電影)
《雄獅》（英語：Singham）是一部2011年印度印地語動作片，由羅希特·謝蒂執導，尤努斯·薩賈瓦爾（Yunus Sajawal）編劇，信實娛樂出品。本片翻拍自哈利的2010年同名泰米爾語電影，也是警察宇宙的首部電影。阿賈耶·德烏干在片中飾演嫉惡如仇的警官巴吉勞·辛漢（Bajirao Singham），與卡芙雅（Kavya，卡潔兒·阿加瓦爾飾演）相戀的同時，還得對付與政官關係良好的傑康·什科勒（Jaikant Shikre，普拉卡什·拉吉飾演）。
《雄獅》2011年7月22日在印度上映，取得票房佳績；全球票房超過14億盧比，對比預算4.1億盧比，可謂票房大片。本片大獲成功後，德烏干與謝蒂又合作拍攝了續集《雄獅回歸》（2014年），並在警察宇宙後續的作品中繼續扮演辛漢一角。

## 劇情
正直警官拉克什·卡達姆督察遭從事敲詐勒索兼走私的傑康·什科勒誣陷收賄，在辦公室舉槍自盡。卡達姆的妻子梅加發誓要向傑康復仇。在果阿邦和馬哈拉施特拉邦邊境附近的小村莊什夫格德，巴吉勞·辛漢是村里的警官，常以非正式的方式解決了鎮上的大部分問題，無所畏懼，從而贏得了村民的愛戴。古塔姆·博斯勒是巴吉勞之父瑪尼克勞·辛漢的童年好友，他帶著妻子和女兒卡芙雅及安潔麗來到什夫格德；辛漢與卡芙雅最終相戀。
傑康因謀殺罪獲得有條件保釋，被要求前往什夫格德簽署兩週的保釋書，副手西瓦·奈克則建議派在當地的同夥代簽。但憤怒的辛漢不接受，並要求傑康親自前來，導致傑康生氣地來到此地與辛漢對峙。村民們出面力挺辛漢，甚至砸毀了傑康的車輛，辛漢更強行讓他蓋下拇指印。事後，飽受屈辱的傑康利用自己的政治關係，將辛漢調職到果阿以尋求報復。
辛漢來到果阿科瓦警察局任職局長，但很快發現這是傑康設的局；對方下馬威，打算辛漢像卡達姆一樣自殺。之後的日子中，辛漢屢次遭到傑康的侵擾。傑康還擁有深廣的政治勢力，包括：監察長薩蒂亞姆·派特卡負責隱藏和消除傑康犯罪的證據，使其免受法律制裁；警察總監維克拉姆·帕瓦爾因缺乏證據而放棄抵抗，並拒絕協助辛漢。當地部長阿南特·納維卡不但不幫助辛漢，更將傑康推為當地政黨的候選人。辛漢精神上遭到折磨，萌生返回什夫格德的念頭，梅加也不忍心辛漢，但卡芙雅鼓勵他與邪惡作鬥爭，而非像膽小鬼一樣逃跑。這時，傑康的一些追隨者襲擊了他，意識到返回家鄉無法改變任何事，於是辛漢把這些暴徒打得遍體鱗傷，並將他們關起來。
西瓦曾在卡達姆的家中藏了大捆現金，以陷害他。辛漢照類似的手法，以非法走私酒精的假案逮捕了西瓦，並陷害西瓦撕毀檔案。派特卡試圖保釋西瓦時，辛漢在眾目睽睽之下阻止了派特卡。在卡芙雅生日當天，妹妹安潔麗被傑康綁架以勒索贖金。辛漢和同事救出了她，並逮到是傑康與西瓦所指使，於是逮捕了西瓦，但無法對贏得選舉、即將果阿政府部長的傑康下手；導致辛漢和同事們憤怒地教訓了納維卡。
傑康的政黨贏得了選舉，向辛漢遞交了調職令，要求他在24小時內返回什夫格德。當晚，在為警官及其家人組織的一次警察活動中，辛漢質疑警官們，尤其是帕瓦爾和派特卡，在保護傑康時沒有人遵守自己的職責及身份。辛漢的同事帕尼斯、阿巴斯和薩瓦卡決定幫助辛漢對抗傑康。很快，整個果阿警察部隊都加入了他的行列，出於愧疚的帕瓦爾也提供了支持，他們所有人都侵入傑康的家想要殺死他，派特卡也倒戈於辛漢。傑康逃出住家，但在跑遍整個城市後，隔天早上被警察逮捕。警察們把傑康帶到警局，並在卡達姆的椅子上開槍打死了他，接著威脅西瓦改變證詞。
在警方召開的媒體會議上，帕瓦爾和辛漢作證傑康與西瓦有罪的同時，也免除了已故卡達姆的所有腐敗指控，這令梅加和兒子為遲來的正義感到欣慰。

## 演員
- 阿賈耶·德烏干飾演巴吉勞·辛漢督察（Inspector Bajirao Singham）
- 卡潔兒·阿加瓦爾（英语：Kajal Aggarwal）飾演卡芙雅·博斯勒（Kavya Bhosle）
- 普拉卡什·拉吉飾演傑康·什科勒（Jaykant Shikre）
- 蘇丹修·潘迪（英语：Sudhanshu Pandey）飾演拉克什·卡達姆督察（Inspector Rakesh Kadam）
- 索娜莉·庫爾卡尼（英语：Sonali Kulkarni）飾演梅加·卡達姆（Megha Kadam）
- 薩欽·克德卡（英语：Sachin Khedekar）飾演古塔姆·「小強」·博斯勒（Gautam "Gotya" Bhosle）
- 高文·南德奧（英语：Govind Namdev）飾演瑪尼克勞·「曼亞」·辛漢（Manikrao "Manya" Singham）
- 梅格納·維迪亞（Meghna Vaidya）飾演拉塔·辛漢（Lata Singham）
- 艾索克·薩拉夫（英语：Ashok Saraf）飾演帕布·薩瓦卡警長（英语：Head constable）
- 穆拉利·夏馬（英语：Murali Sharma）飾演監察長薩蒂亞姆·派特卡（DSP Satyam Patkar）
- 阿肖克·薩馬斯（Ashok Samarth）飾演西瓦·奈克（Shiva Nayak）
- 安庫·納耶（英语：Ankur Nayyar）飾演阿巴斯·馬利克副督察（Sub-Inspector Abbas Malik）
- 維賈伊·帕卡爾（英语：Vijay Patkar）飾演拉梅什·凱爾卡中士（英语：Havildar）
- 莎娜·阿明·謝赫（英语：Sana Amin Sheikh）飾演安潔麗·博斯勒（Anjali Bhosle）
- 阿南特·喬格（英语：Anant Jog）飾演阿南特·納維卡部長（Minister Anant Narvekar）
- 維尼特·夏馬（Vineet Sharma）飾演戴夫·帕尼斯副督察（Sub-Inspector Dev Phadnis）

## 獎項
| 獎項              | 類別             | 提名者或獲獎者 | 結果 | 來源  |
| ----------------- | ---------------- | -------------- | ---- | ----- |
| 第4屆米爾奇音樂獎 | 年度最佳背景配樂 | 《雄獅》       | 提名 | [ 4 ] |

## 外部連結
- 互联网电影数据库（IMDb）上《雄獅》的资料（英文）
- 《雄獅》的Bollywood Hungama頁面